# Laciniogonus furcillatus
Laciniogonus furcillatus är en mångfotingart som beskrevs av Demange och Jean-Paul Mauriès 1975. Laciniogonus furcillatus ingår i släktet Laciniogonus och familjen Odontopygidae. Inga underarter finns listade i Catalogue of Life.